# .22ウィンチェスター・マグナム・リムファイア弾
.22ウィンチェスター・マグナム・リムファイア弾（22ウィンチェスター・マグナム・リムファイアだん、英: .22Winchester Magnum Rimfire）、もしくは.22WMR弾は、アメリカのウィンチェスター・リピーティングアームズ社が開発した.22口径の拳銃用弾薬である。

## 概要
ウィンチェスター社によって同じく同社が開発した.22WRF弾をベースに企画・開発され、1959年に発表となった。同弾薬と比較すると、同じストレートタイプの薬莢を持つが、その長さがやや長くなっている。
元々、ベースとなった.22WRF弾は人気がなく、広く普及せずに製造は打ち切られてしまったが、しかし、同じ.22口径の拳銃用弾薬でも.22LR弾よりも強力で、撃発方式がリムファイア方式故、安価な弾薬に対する需要が見込めると考えたウィンチェスター社は本弾薬の開発に踏み切り、同社の予想通り、拳銃ではマーリン M57、ライフルではサベージ M24を皮きりに本弾薬を使用する多くの拳銃やライフルが後に設計される事となった。

## 性能
本弾薬は所謂、小口径高速弾と呼ばれるタイプで、550 - 700m/sにもなる初速や、415 - 439Jもの威力（運動エネルギー）等、ベースとなった.22WRF弾や.22LR弾とは能力的には段違いで、ストレートタイプの薬莢を持つ.22口径の拳銃弾としては最大級の威力を誇る。
又、これに加えて低反動で遠距離においても前述の二種類の弾薬よりフラットな弾道を描く等、精度自体も高いため、前述の性能と相俟って、それ程大きくないが逃げ足の速い害獣に対して有効な狩猟用カートリッジとして本弾薬は普及したという。